# Samtyckeslagstiftning

Europeisk översikt över samtyckesbaserad lagstiftning (2025):
Samtyckesbaserad lagstiftning.
Samtyckesbaserad lagstiftning; samtyckesbaserad lagstiftning på gång.
Samtyckesbaserad lagstiftning.
Blandad lagstiftning; våldtäkt utan tvång anses vara mindre allvarligt.

Samtyckeslagstiftning är lagar som handlar om samtycke, särskilt i relation till sexualitet och sexuell samvaro. Sexuellt umgänge styrs ofta av samtycke, men det är inte i alla länder som samtycke är konkret uttryckt i lagen.
I många fall är samtycket underordnat mer övergripande avtal, exempelvis äktenskap där sexuellt umgänge i många länder ses som en äktenskaplig skyldighet. I Sverige blev våldtäkt inom äktenskapet 1984 kriminaliserat och möjligt att lagföra. I många länder har samtycke på senare år kodifierats i lagstiftningen kring våldtäkt och sexuella övergrepp, i Sverige genom Samtyckeslagen som infördes i lag 2018.
Det juridiska värdet av samtycke anses i en del länder undermineras av förekomsten av pengar i samband med sexuellt umgänge. I Sverige anses prostitution sedan Sexköpslagens införande 1999 vara del av "mäns våld mot kvinnor" och ett hinder för genomförande av jämställdhet mellan könen. Ett antal andra länder har genomfört en motsvarande lagstiftning utifrån tanken att sexköparens pengaerbjudande är ett resultat av ett utnyttjande; könsmaktsordningen anses förhindra sexsäljarens samtycke, och lagmodellen förutsätter att köparen är en man och säljaren en kvinna.

## I olika länder
Sedan 2013 har Förenta nationernas konvention om kvinnans rättigheter legat till grund för en uppmaning till europeiska länder att uppdatera sin lagstiftning runt våldtäkt. Syftet är att få ländernas lagar att harmonisera med flera internationella standarder, inklusive Istanbulkonventionen från 2011. 23 länder har fram till 2018 ratificerat konventionen och åtta hade så dags undertecknat avtalet men inte ännu ratificerat den:
- Ratificering – Belgien, Cypern, Danmark, Estland, Finland, Frankrike, Grekland, Island, Italien, Kroatien, Luxemburg, Malta, Nederländerna, Norge, Polen, Portugal, Rumänien, Schweiz, Slovenien, Spanien, Sverige, Tyskland och Österrike
- Undertecknande – Bulgarien, Irland, Lettland, Litauen, Slovakien, Storbritannien, Tjeckien och Ungern